# Dieter Ritter
Dieter Ritter (* 26. Juli 1941 in Geising) ist ein ehemaliger deutscher Biathlet und Skilangläufer.
Dieter Ritter trat für die SG Dynamo Zinnwald an. Bei den DDR-Meisterschaften im Biathlon 1963 in Klingenthal gewann er mit Hans-Dieter Riechel, Helmut Klöpsch und Heinz Kluge den Wettbewerb in der Militärpatrouille. Höhepunkt der Karriere wurde die Teilnahme an den Olympischen Winterspielen 1964 in Innsbruck. Ritter startete im einzigen Biathlon-Wettbewerb, dem Einzel, und belegte Rang 33 als schlechtester Deutscher. Die Mannschaften der DDR und der BRD traten hierbei letztmals vor 1992 als gemeinsame deutsche Mannschaft an.
National war Ritter auch im Skilanglauf erfolgreich. 1962 wurde er Meister über 50 Kilometer, 1963 wurde er hinter Enno Röder gemeinsam mit Helmut Weidlich Zweiter über 15 Kilometer und über 30 Kilometer Vizemeister hinter Weidlich. Mit der Staffel, zu der auch Klöpsch, Kluge und Riechel gehörten, gewann er hinter der Vertretung vom SC Dynamo Klingenthal die Silbermedaille. 1966 wurde er noch einmal Dritter über 50 Kilometer und zudem Staffel-Dritter mit Priebisch, Kluge und Dieter Speer hinter den Teams aus Klingenthal und dem SC Harz.

## Belege
1. ↑  Ergebnisse der Langlaufmeisterschaften

| Personendaten    | Personendaten                        |
| ---------------- | ------------------------------------ |
| NAME             | Ritter, Dieter                       |
| KURZBESCHREIBUNG | deutscher Biathlet und Skilangläufer |
| GEBURTSDATUM     | 26. Juli 1941                        |
| GEBURTSORT       | Geising                              |